# Backrooms (película)
Backrooms es una próxima película de terror y ciencia ficción estadounidense dirigida por Kane Parsons, en su debut como director de largometrajes, a partir de un guion de Roberto Patino y Will Soodik. Se basa en la leyenda urbana y creepypasta del mismo nombre que se convirtió en la serie de YouTube de Parsons, Backrooms.
Backrooms está programada para estrenarse en Estados Unidos a través de A24.

## Premisa
Después de que su paciente desaparece en una dimensión extraña más allá de la realidad, una terapeuta se ve obligada a enfrentarse a lo desconocido para traerlo de vuelta con vida.

## Reparto
- Chiwetel Ejiofor
- Renate Reinsve
- Mark Duplass
- Finn Bennett
- Lukita Maxwell
- Avan Jogia

## Producción

### Desarrollo
El 7 de enero de 2022, Kane Parsons comenzó a subir una serie de videos, titulada Backrooms, a su canal de YouTube Kane Pixels; el concepto se basa en la leyenda urbana de Internet/creepypasta, The Backrooms. En febrero de 2023, se anunció una adaptación cinematográfica como producción conjunta entre A24, Chernin Entertainment, Atomic Monster y 21 Laps Entertainment, con Parsons dirigiendo y Roberto Patino escribiendo.
En mayo de 2025, Chiwetel Ejiofor y Cristin Milioti iniciaron negociaciones para protagonizar la película. Ejiofor sería confirmado el mes siguiente, aunque el acuerdo con Milioti finalmente fracasó. En su lugar ocuparía el puesto Renate Reinsve. Mark Duplass, Finn Bennett, Lukita Maxwell y Avan Jogia se sumarían al reparto en julio.

### Rodaje
La fotografía principal comenzó el 7 de julio de 2025 en Vancouver, Canadá, bajo el título provisional de Effigy, finalizando el 14 de agosto de 2025.

## Estreno
Backrooms se estrenará en Estados Unidos a través de A24.